# 酸化銅整流器

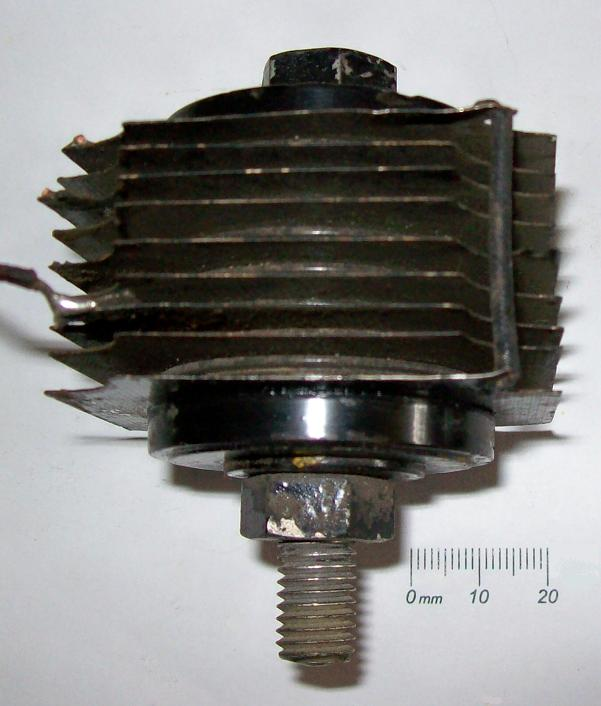
酸化銅整流器約0.5A/12V用

酸化銅整流器（さんかどうせいりゅうき）は酸化銅（I）を使用した整流器で、半導体整流器の最初期に、ラジオや充電器など、交流を直流に変換する電力用途に使用されていた。当時は電解質を利用した電解質整流器と区別するために乾式整流器という呼び方もされていた。
「酸化銅整流器」 と「セレン整流器」の総称として「金属整流器」という名称が使われることがあるが、通常、「金属整流器」は酸化銅タイプを指し、「セレン整流器」はセレン-鉄タイプを指して区別する。

## 歴史
酸化銅整流器は、1925年頃から工業規模で製造され、ウェスティングハウス・エレクトリックがこれらの整流器の主要メーカーであり、ウェステクター（現在はウェスティングハウス・ニュークリア社の過電流引外し装置の商品名として使われている）という商品名で製造されていた。しかし電力分野ではすぐにセレン整流器に置き換えられ、後にゲルマニウムおよびシリコンを使用した整流器に置き換えられた。1950年代までは整流器の測定に使用されていたが、現在は使用されていない。
銅酸化物整流器はどれも構造が似ていて、整流に「金属と半導体の接合」など同一の動作原理であり、ダイオードと呼ばれることがあるが、当時はダイオードといえば主に二極真空管ダイオードを指していたので、正しい呼び方ではない。

## 構造・動作原理

構造

酸化銅単体素子は、銅の円板の片面に酸化銅(I)をコーティングしたもので、通電容量に応じて直径1mmから40mm程度の大きさになる。このような板を数枚直列に接続したり、ブリッジ整流器では接触ばねや鉛や亜鉛の円板を介在させて積み重ねたりする。逆耐圧電圧が数ボルトしかないため、10ボルト程度以上の電圧を整流するためには複数個の素子の直列接続が必要であった。
動作原理は、現代の半導体整流器（ショットキーダイオードやp-n接合ダイオード）と似ているが、やや複雑である。酸化銅は半導体であるが、製造時に不純物が混入している。銅円板上に酸化銅を蒸着した場合、その結果は単純な、金属-半導体接合となり、ショットキー障壁の結果として整流されると予想される。しかし、必ずしもそうとは限らず、1940年代に科学者のS. Poganskiは、最も優れたセレン整流器の場合には、加工中にカドミウム・錫金属コーティングから生じたセレン化カドミウム薄層とセレンの間の半導体-半導体接合であることを発見した。酸化銅整流器・セレン整流器のいずれの場合でも、結果として半導体内に電界を持つ空乏層が存在し、これが整流作用となるのである。
セレン整流器は一般的に金属酸化物タイプよりも効率が良く、より高い電圧を扱うことができた。しかし、その製作にはかなりの技術が必要であった（セレン整流器を参照）。

## 使用例
酸化銅整流器の利点の一つは（製造技術や特定の材料の種類にもよるが）、0.2Vから0.35Vという低いロック電圧またはフラックス電圧である。このため、20世紀半ばまで交流電圧、特に可動コイル方式の交流電流測定用整流器として使用されていた。 また、1950年代にすでに発売されていたゲルマニウムダイオードに比べ、耐過負荷容量が大きいことも有利な点であった。
銅酸化物素子の逆耐電流は比較的大きいが温度依存性が強い。また、流れる順方向の経路抵抗が非常に大きく、一般的な電流密度は100mA/cm2程度であるため、より大きな電流を流すためには大面積の素子が必要だった。逆耐圧電圧を大きくするには多数の素子の直列接続が必要だったため、酸化膜を施した銅の円板を中間層のソフトメタルと積層して整流器を作成した。数ミリアンペアの小電流で高電圧を得るにはセレン整流器と同じように、棒を通して丸い酸化銅の円盤を多数積み重ねていた。

その後、酸化銅整流器はまずセレン整流器、後にゲルマニウムダイオード、最後にシリコンダイオードとシリコンショットキーダイオードに置き換わっていった。

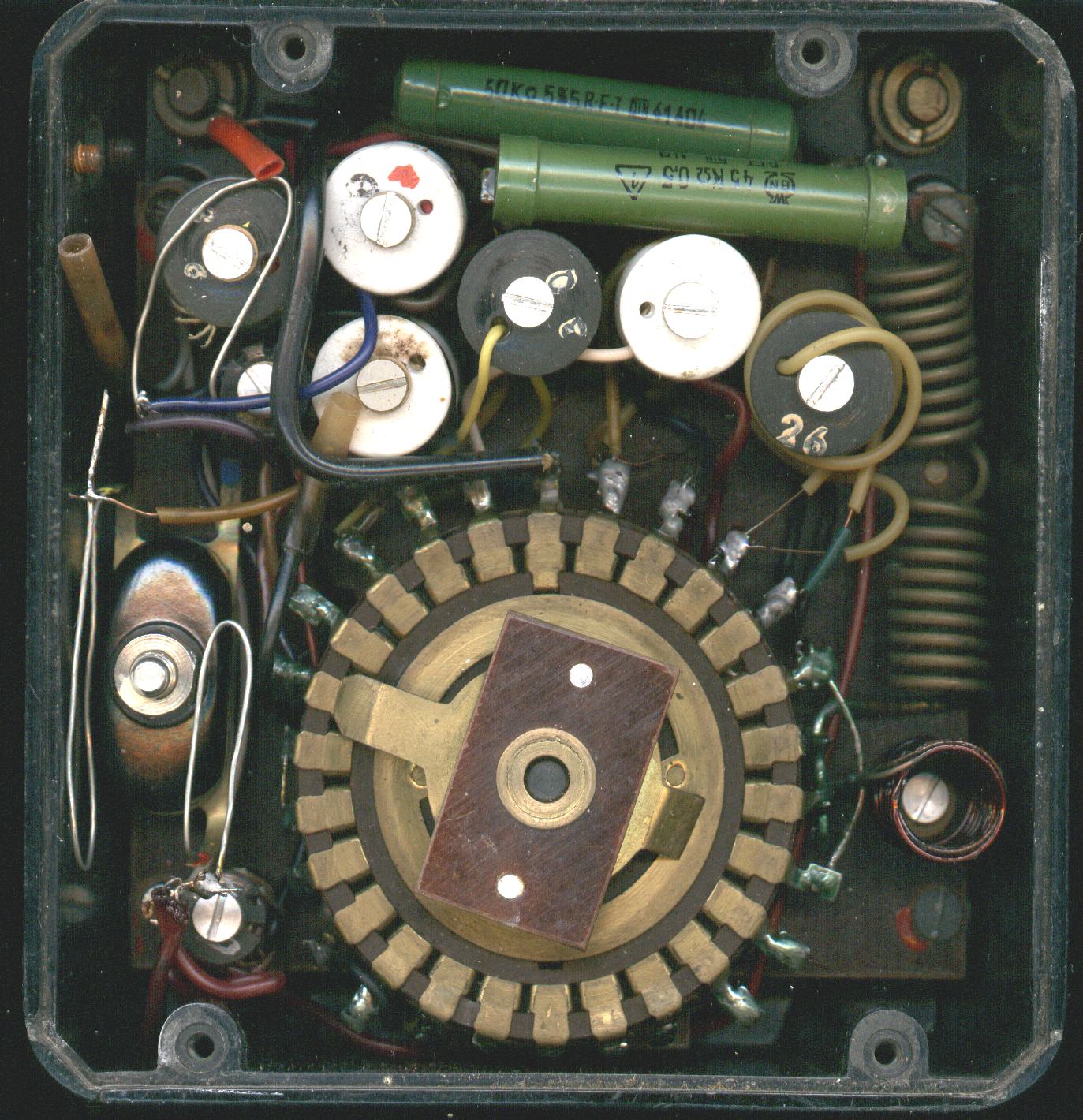
マルチメーター "Multizet "での酸化銅測定用整流器(左)
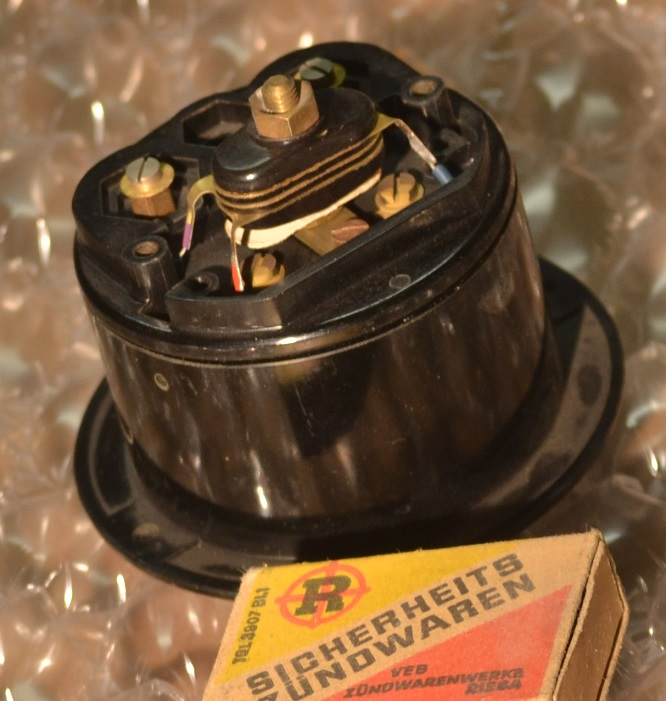
ムービングコイルムーブメントの酸化銅ブリッジ整流器（コックチャファー）
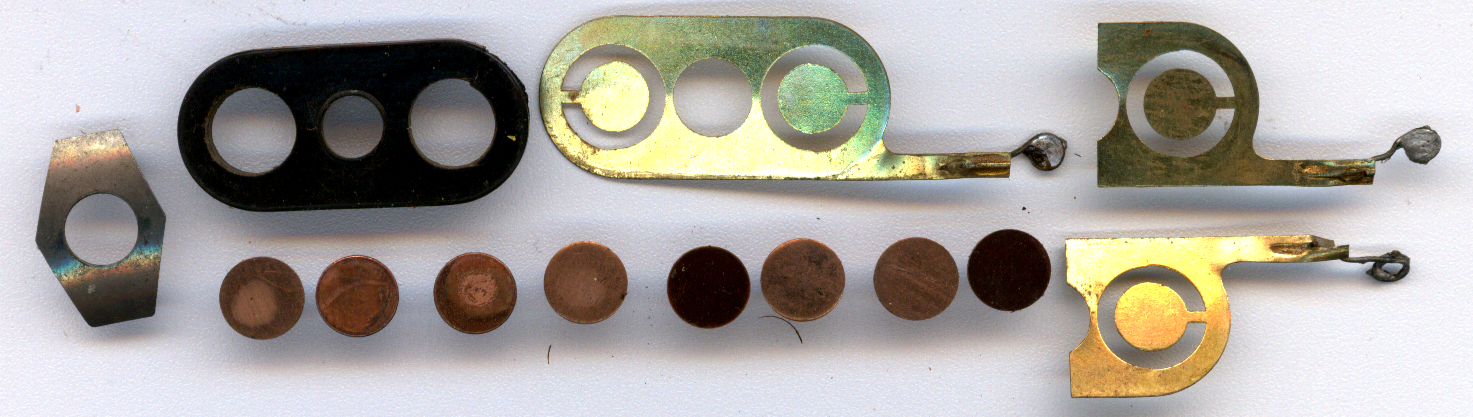
酸化銅整流器の各部品：酸化膜付き銅ディスク、ラミネート紙のダークディスクがブラケットスプリングを絶縁する。